# Totò le Moko
Pour plus de détails, voir Fiche technique et Distribution.
Totò le Moko (Totò Le Mokò) est une comédie italienne réalisée par Carlo Ludovico Bragaglia, sortie en 1949.
Le film fait référence au grand succès Pépé le Moko de 1937, où Jean Gabin incarne un gangster à Alger. Le nom du personnage « Za La Mortadelle » fait référence à un autre film dont le héros est un bandit, Za-la-Mort de 1915.

## Synopsis
À Alger, lorsque le chef des gangsters Pépé le Moko est tué par la police, ses fidèles sbires lui cherchent un remplaçant. Ils le trouvent en la personne d'un de ses cousins napolitains, un musicien ambulant nommé Antonio Lumaconi. Ce dernier s'appelle désormais Totò le Moko et il devra, malgré ses gaffes, diriger les associés mafieux de son parent lointain.

## Fiche technique
- Titre original : Totò Le Mokò
- Titre français : Totò le Moko
- Réalisation : Carlo Ludovico Bragaglia
- Scénario : Arduino Maiuri, Vittorio Metz, Age-Scarpelli et Sandro Continenza
- Montage : Mario Sansoni
- Musique : Edoardo Micucci
- Photographie : Sergio Pesce
- Producteur : Raffaele Colamonici
- Société de production et de distribution : Forum Film
- Pays d'origine : Italie
- Format : Noir et blanc
- Genre : Comédie
- Durée : 76 minutes
- Dates de sortie :
  - Italie : 1949

## Distribution
- Totò : Antonio Lumaconi dit « Totò le Moko »
- Gianna Maria Canale : Viviane de Valance
- Carlo Ninchi : Pépé le Mokò
- Carla Calò : Suleima
- Elena Altieri : Nancy Cleim
- Marcella Rovena : Sara, la voyante
- Franca Marzi : Odette
- Luigi Pavese : François
- Mario Castellani : Za La Mortadelle
- Enzo Garinei : la Tulipe
- Armando Migliari : Claude Cleim
- Gianni Rizzo : le guide